# 't Carillon van Ekelsbeke
't Carillon van Ekelsbeke is een volksliedje uit Frans-Vlaanderen.
De tekst gaat over iemand die afscheid neemt van zijn dorp Ekelsbeke (Esquelbecq) om met de baron en zijn soldaten mee te trekken.
Deze tekst luidt:
Adieu Ekelsbeke,
Adieu gy schoone carillon
Ik ga naar vreemde streke
Al met myn heer den baron
1e couplet:
Al met zijn edel compagny
Wy leven daer samen in melody
2e couplet:
Met zyne commandanten meê
Zyne sergeanten en soldaten bley
Het lied werd in 1856 opgetekend door Edmond de Coussemaker in zijn werk: Chants populaires des Flamands de France (volksliederen uit Frans-Vlaanderen), heruitgegeven in 1930. Het lied is echter ouder en mogelijk beschrijft het de episode voorafgaand aan de Slag bij Fontenoy van 1745.
Op dezelfde melodie werd het Franstalige lied: Dragon pour boire geschreven.
Meer recent zijn er verschillende versies verschenen waarbij onder meer de draailier en de accordeon werd gebruikt. Zo is er een versie door Wannes van de Velde.